# Waldemar Aureliano de Oliveira Filho
|  | Aquest article tracta sobre Mazinho Oliveira. Si cerqueu Mazinho, vegeu «Iomar do Nascimento». |

Waldemar Aureliano de Oliveira Filho, conegut com a Mazinho Oliveira, (Rio de Janeiro, Brasil, 26 de desembre de 1965) és un futbolista brasiler retirat que disputà deu 10 partits amb la selecció del Brasil.